# سيلابيرلاتا
بلدية سيلابيرلاتا (بالإسبانية: Cillaperlata)‏, هي إحدى بلديات مقاطعة برغش, التي تقع في منطقة قشتالة وليون, والتي تقع في شمال غرب إسبانيا.
يبلغ عدد سكانها 56 نسمة وفقاً لإحصائية سنة (2002).